# Étienne-François Geoffroy
Pour les articles homonymes, voir Geoffroy.
Étienne-François Geoffroy, dit Estienne Geoffroy l'aîné, né le 13 février 1672 à Paris où il est mort le 6 janvier 1731, fut l'un des plus importants chimistes et médecins français du début du XVIIIe siècle.
Issu d'une vieille famille d'apothicaires parisienne, il reçut une formation soignée auprès des meilleurs savants de l'époque, ouverte sur les travaux effectuées aussi bien à Montpellier qu'en Angleterre ou ailleurs en Europe.
Il devint membre des premières grandes institutions publiques de recherche, l'Académie royale des sciences, le Jardin royal des plantes médicinales et le Collège royal, marquant le début de la professionnalisation de la science. La controverse qui l'oppose à un de ses collègues de l'Académie témoigne de la nouvelle manière de pratiquer la science où chacun avance une conjecture qu'il essaie de corroborer par des expériences et propose de nouvelles expériences cherchant à réfuter la conjecture adverse. Ce nouvel art du débat scientifique va permettre d'établir sur des bases solides la science chimique en gestation.
Geoffroy contribuera non seulement à faire connaître les travaux des chimistes anglais et allemands en France mais aussi à organiser des échanges réguliers entre savants européens. Membre de la Royal Society, il informait ses collègues anglais des travaux parisiens et présentait aux académiciens les travaux anglais, comme ceux de Newton sur l'optique.
Dans ses travaux en chimie, Geoffroy combine continuité et rupture. D'un côté, il reprend à son compte les anciennes conceptions alchimistes de la transmutation des métaux, de l'autre, il est à l'origine d'une innovation importante consistant à mettre en tableau les substances chimiques ayant des « rapports » constants. Ce procédé de classement des substances, connu ultérieurement comme une « table des affinités », marquera durablement les travaux chimiques pendant plus d'un siècle. La chimie délaissera alors le substantialisme des principes, et s’engagera à définir les substances par leur circulation d’une combinaison à l’autre.

## La dynastie des Geoffroy
La dynastie des Geoffroy, apothicaires à Paris, remonte au XVIe siècle. Les portraits de plusieurs d'entre ses membres ornent la Salle des Actes de la Faculté de Pharmacie-Paris V.
Elle commence avec Baptiste Geoffroy, reçu maître apothicaire en 1584.
Son fils, Estienne Geoffroy, dit Estienne Geoffroy père (1586-1673), reçu maître en 1611, devint échevin de Paris en 1636, consul en 1642 et juge en 1656. Il s’installa rue du Bourg-Tibourg (IVe arrondissement), « près le cimetière Saint-Jean ».
Son petit-fils Étienne [II] dit Estienne Geoffroy fils, reçu maître apothicaire en 1638, officiera à cette même adresse.
Son arrière petit-fils, Mathieu-François Geoffroy (Paris, 20 mai 1644-26 octobre 1708), reçu maître en 1666, échevin en 1685 et premier consul en 1694, a joué un rôle important dans la société des savants sous Louis XIV. Par son mariage avec Louise, fille de Jean Devaux (1611-1695), chirurgien célèbre, il entretint les meilleures relations avec le monde médical. Son officine, rue du Bourg-Tibourg, fut citée comme l’une des plus importantes de Paris par le Dr. Martin Lister (1638-1712), médecin anglais l'ayant visité en 1698. Son nom est plus particulièrement entré dans l'histoire de France grâce aux expertises dont il fut chargé dans l’affaire des poisons entre 1679 et 1682.
Étienne-François Geoffroy est né à Paris le 13 février 1672, de Mathieu-François Geoffroy et de Louise Devaud. C'était l'époque des grandes réformes administratives et financières du roi Louis XIV.

## Biographie

### Une solide formation scientifique
Membre d’une longue lignée d’apothicaires, Étienne-François Geoffroy bénéficie d’une très bonne formation scientifique, que Fontenelle qualifia dans son éloge d'« éducation d’un fils de ministre, destiné pour le moins aux grandes dignités de l’Église », d'autant plus que son père recevait nombre de physiciens, astronomes, médecins et chimistes de renom (parmi lesquels Guillaume Homberg, qui deviendra plus tard le mentor de Geoffroy en chimie). Il fit l'apprentissage de la pharmacie auprès de son père et suivit des cours particuliers de botanique, de chimie et d'anatomie.
Entre vingt et trente ans, Geoffroy voyagea beaucoup, pour parfaire sa formation. Son père l'envoie un an à Montpellier en 1692, pour compléter ses connaissances en pharmacie chez Pierre IV Sanche (1626-1705), maître apothicaire, petit-fils d'un apothicaire du roi, descendant d'une très vieille lignée. Il va servir en qualité de « compagnon » auprès de Pierre Sanche, pendant qu'un fils de ce dernier s'installait à Paris chez Geoffroy père pour servir dans les mêmes conditions.
Après ce stage fructueux d'un an (août 1692 - août 1693), il retourne à Paris où il sera reçu maître apothicaire en 1694. Mais sa véritable ambition est de devenir médecin. Avec le consentement de son père, il poursuivra ses études dans cette voie en effectuant des voyages dans plusieurs pays d'Europe.
En février 1698, il accepte l'offre du comte de Tallart (ou Ballard) de l'accompagner à Londres. Le comte, ambassadeur extraordinaire de Louis XIV en Angleterre, lui accorde toute sa confiance et le nomme son médecin personnel (alors qu’il ne deviendra docteur en médecine qu’en 1704 !). Sur les recommandations du célèbre botaniste Tournefort, il rencontre le naturaliste écossais Hans Sloane, qui avait suivi les cours de Tournefort au Jardin royal des plantes de Paris. Il se lie d'amitié avec Sloane et restera longtemps en correspondance avec lui. Sloane, secrétaire auprès de la Royal Society, appuiera son élection parmi les membres de cette institution, le 6 juillet 1698. Il y présenta une communication, publiée dans les Philosophical Transactions de février 1699.
Il revient à Paris par la Hollande, où il lie des relations avec les savants néerlandais.
En janvier 1699, il est nommé élève de l'Académie royale des sciences sous la houlette du chimiste néerlandais Guillaume Homberg, pensionnaire chimiste. Il ne sera élève de l'Académie que pendant à peine onze mois car dès le 15 décembre 1699, il est nommé chimiste, en remplacement de Nicolas Lémery, promu pensionnaire.
Grâce à sa relation avec Sloane, il est chargé de la transmission des découvertes scientifiques entre l'Académie royale des sciences et la Société royale de Londres; ces échanges entre les deux hommes deviendront à l'époque une référence.
Les relations entre Geoffroy et Sloane ainsi officialisées allaient se poursuivre de nombreuses années, avec des envois croisés des Mémoires de l'Académie royale des sciences et des Philosophical transactions, mais aussi de nombreux ouvrages de savants français et anglais.
L'année suivante, il part pour l'Italie (le 9 octobre 1700), en qualité de médecin de l'abbé de Louvois. Il profite de ce séjour pour étudier différents sujets d'histoire naturelle comme celui du sable noir, utilisé pour sécher l'écriture, celui du sable de la montagne de Pesaro, employé pour la fabrication des verres de lunettes, celui des aluns de Civita-Vecchia, celui de la tarentule etc. Des extraits de ses notes, seront publiées par Fontenelle dans l'Histoire de l'Académie Royale des Sciences, années 1701 et 1702.
Son père, Mathieu-François Geoffroy, aurait aimé le voir lui succéder dans son officine. Mais lui préférait manifestement la médecine à la pharmacie et il finit par réussir à convaincre son père de laisser l'apothicairerie à son jeune frère Claude-Joseph et de le laisser devenir docteur-régent de la Faculté de Médecine. Alors, dit Fontenelle, il « se mit sur les bancs de médecine et fut reçu bachelier en 1702 ». Avec un sujet intitulé An Hominis primordia, vermis? (Et si l'homme avait commencé par être un ver?), il soutiendra sa thèse de médecine en 1704, à trente deux ans. Cependant, nous dit encore Fontenelle « il ne se pressa point de se jetter dans la pratique, dès qu'il en eut le droit; il s'enferma pendant dix ans dans son Cabinet & voulut être sûr d'un grand fond de connaissances, avant que de s'en permettre l'usage ». Il reprit donc le cours de ses travaux scientifiques, pratiquant à sa convenance, soignant riches et pauvres, toujours prévenant et rejetant toute approche doctrinale.
Via le contact de Caspar Neumann (en), un élève de Georg Ernst Stahl, les frères Étienne-François et Claude-Joseph Geoffroy contribueront à la divulgation des idées de phlogistique dans la science française.
Geoffroy se marie avec Barbe Angélique Lézier en 1705, qui lui apporte 30 000 livres de dot ; il vécut une vie confortable dans sa maison de la rue des Singes. Il eut deux filles et un fils Étienne-Louis Geoffroy (1725-1810) qui devint médecin en 1743.

### Recherches et enseignements dans le cadre des grandes institutions de recherche
Avant de se constituer en science autonome, la chimie était une pratique privée de laboratoire, effectuée par des apothicaires cherchant à obtenir des remèdes purs et efficaces. An XVIIe siècle, les savants parisiens ont commencé à se réunir en académies privées. Mais outre de pouvoir disposer d'un lieu où les échanges intellectuels étaient organisés, les savants devaient disposer de moyens financiers substantiels et permanents, pour pouvoir mener des expériences de recherche chimique assez onéreuses. Pour répondre à ces besoins, plusieurs grandes institutions royales vont être créées, marquant le début de la professionnalisation de la science. Ce fut le cas du Jardin du roi où dès 1628 un enseignement de chimie fut organisé, puis à partir de 1647, les premiers cours publics et gratuits de chimie de William Davisson purent s'y tenir - palliant ainsi au défaut de l'université qui se refusait à accueillir ce genre d'enseignement. En 1666, Colbert crée l'Académie royale des sciences, rassemblant quelques personnalités scientifiques de premier plan comme Huygens, Roberval, Cottereau du Clos, Perrault, auxquels le roi accordait une pension de 1 500 livres.
En 1707, Geoffroy devient démonstrateur de chimie au Jardin du roi, en remplacement de Guy-Crescent Fagon (1638-1718) et en alternance avec Louis Lémery (1677-1743). À partir de 1712, il enseigna successivement, dans une même séance d'une durée de quatre ou cinq heures, la chimie et la matière médicale. Ses cours fournirent une bonne partie du contenu du Nouveau cours de chymie suivant les principes de Newton & de Stahl. Publié anonymement en 1723, ce cours fut attribué ultérieurement au médecin Jean-Baptiste Sénac. Mais il semble que Sénac se soit contenté de collecter les cours de Geoffroy, avec l'aide de Boulduc. Le Nouveau cours de chymie est inégal mais représente correctement l'enseignement d'un chimiste qui cherchait à intégrer les doctrines anglaises inspirées de Newton à celles de Becher et Stahl, venant d'Allemagne, sans rompre avec la tradition française des Cours de chimie. La chimie est une nouvelle science enfantée en Europe au XVIIIe siècle, fruit de la collaboration et de l'émulation des savants européens. En 1699, plusieurs membres éminents de l'Académie royale des sciences étaient d'origine étrangère : Hombert bien sûr, chimiste néerlandais mais aussi Cassini, astronome italien naturalisé français, attirés tous les deux en France par Colbert.
En 1709, Louis XIV nomme Étienne-François Geoffroy professeur de médecine au Collège royal, en remplacement de Tournefort, décédé. Là, pendant plus de vingt ans (de 1709 à 1731), il enseigne en latin une science qui lui est chère, la matière médicale ou comme dit Fontenelle « l'Histoire de la matière médicinale, sur laquelle il avait depuis longtemps amassé de grandes provisions ». Son cours fut publié en trois volumes, dix ans après sa mort, sous le titre de Tractatus de materia medica, sive de medicamentorum simplicium historia, virtute, delectu et usu. Il traitait de la préparation des remèdes par des opérations chimiques.
À cette double lourde charge d'enseignement, Geoffroy crut pouvoir ajouter aussi des responsabilités administratives. Il devient doyen de la Faculté de médecine de Paris de 1726 à 1729. Il dut soutenir les intérêts de la Faculté dans plusieurs affaires, entre autres dans un long procès entre les médecins et les chirurgiens de Paris. Et en tant que docteur-régent, il dispense aussi des cours à la faculté de médecine. Ses lourdes responsabilités, jointes à celles « qu'exigeaient sa profession et ses différentes places, ruineront absolument sa santé, & au commencement de 1730, il tomba accablé de fatigues » au dire de Fontenelle.
Après la mort de Hombert en septembre 1715, Geoffroy lui avait succédé comme pensionnaire de l'Académie des sciences le 7 décembre 1715.
Il décède à Paris le 6 janvier 1731, rue des Singes [rue des Guillemites, IVe], où il habitait depuis 1719. Il avait 59 ans.

## L’œuvre scientifique
Geoffroy marquera surtout l'histoire de la chimie par une Table des différents Rapports observés en Chimie entre différentes substances, qu'il présenta à l'Académie des Sciences en 1718 suivi en 1720 d'Éclaircissements. Cependant, nous présenterons d'abord certains de ses travaux concernant la formation du fer qui éclairent bien l'approche traditionnelle inspirée par Becher (mais aussi Stahl) qu'il affectionnait de la chimie.

### La controverse avec les  mécanismes cartésiens
Entre 1704 et 1708, une controverse entre Geoffroy et son collègue de l'Académie, Louis Lémery, se développa sur la question de la formation du soufre et du fer. Louis Lémery, le fils de Nicolas Lémery, avait adopté le modèle corpusculaire et mécaniste des acides et bases (« modèle des pointes et des pores ») de son père. Cette chimie n'est pas cartésienne au sens strict comme Bernard Joly l'a bien montré, mais Fontenelle a popularisé l'idée que le corpuscularisme des Lémery s'identifiait au mécanisme cartésien.
À cette époque le soufre, le fer et les métaux, étaient considérés comme des mixtes, c'est-à-dire des corps résolubles en leurs principes par l'analyse chimique (constituée essentiellement par la distillation fractionnée et par la lixiviation). L'opposition mixte/principe ne correspond pas à l'opposition actuelle composé chimique/corps simple ou élément chimique, car on ne connaissait pas la différence entre corps pur et mélange homogène (ou alliage). Et les (al)chimistes des siècles passés ont souvent pensé que puisqu'on peut décomposer un mixte en ses principes, on doit pouvoir le recomposer inversement à partir de ses principes.
- Geoffroy : le fer est produit lors de la calcination des plantes

En 1704, dans un mémoire présenté à l'Académie, Geoffroy propose d'« imiter la nature », c'est-à-dire de fabriquer du soufre commun (à distinguer du Soufre principe) à partir des substances obtenues par l'analyse chimique de ce corps. Il part des travaux de Homberg qui est parvenu par deux types d'opérations à retirer du soufre commun « trois substances de ce minéral, un sel acide, un Soufre ou substance bitumineuse & de la terre mêlée de quelques parties métalliques » (Manière de recomposer le Soufre, p. 279). Après quelques essais qui le satisfont, il propose de fabriquer artificiellement du fer à partir de ses composants: des bitumes (composé de Soufre principe), du sel vitriolique et d'une terre.
Dans un mémoire publié l'année suivante Trouver des Cendres qui ne contiennent aucunes parcelles de fer  (1705), il raconte l'observation fortuite qu'il fit en cherchant à produire une terre pure à partir de cendres de bois bien calcinées : « venant à examiner ces cendres avec le couteau aimanté, ...je fus surpris de les trouver remplies d'une très grande quantité de parcelles de fer ». Cette observation fut confirmée et généralisée par Homberg : dans toutes les cendres végétales, « il se trouve une poudre noirâtre qui est un vrai fer ». Ce qui le conduit à affirmer que « dans l'incinération de toute matière végétale, il se compose du fer ». Le simple bon sens lui indique que le fer est trop lourd pour monter dans la plante, aussi ne peut-il apparaître qu'au moment de l'incinération.
- Lémery : le fer est déjà présent dans la plante mais non décelable par l'aimant

Son collègue académicien Louis Lémery, intervient alors par un mémoire sur la composition du fer, le 14 avril 1706. Le fer est pour lui, composé d'une matière terreuse intimement unie à une matière huileuse. La matière terreuse relève de la physique pour expliquer les propriétés magnétiques du fer tandis que la matière huileuse relève de la chimie pour expliquer les propriétés pharmacologiques du fer. La matière huileuse se manifeste par la promptitude avec laquelle il s'enflamme lorsqu'on le jette en limaille sur une flamme.
Lorsqu'on mélange un acide avec de la limaille de fer, il s'associe avec sa partie terreuse poreuse pour former des vitriols (sulfates de fer). Ses pointes bouchent les pores du métal et empêchent la circulation de la matière magnétique et fait ainsi disparaitre les propriétés magnétiques du fer. L'échec du test de l'aimant n'est plus la preuve de l’absence du fer.

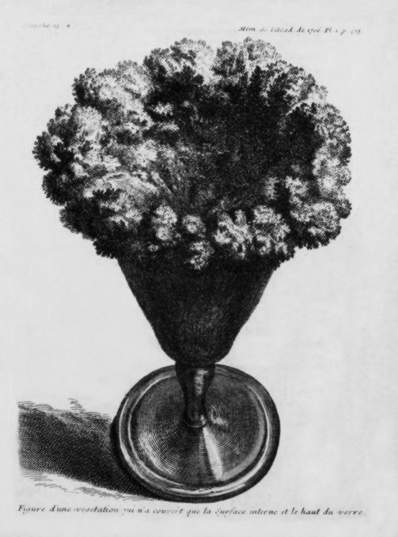
Lémery observe une élévation d'une « végétation chimique » lorsqu'il jette de l'huile de tartre (carbonate de potassium) sur une solution acide de fer

Lémery, en recourant à des explications mécanistes peut faire l'économie d'une invocation des propriétés substantielles des principes chimiques comme le fait Geoffroy et Homberg. Il dispose maintenant d'un modèle mécaniste lui permettant de réfuter la théorie de production de fer de son collègue et contrer l'idée de celui-ci selon laquelle les particules de fer étant beaucoup trop lourdes pour pouvoir monter dans les vaisseaux de la plante, elles ne pouvaient apparaître que sous l'effet de la combustion de la plante.
Dans son mémoire du 13 novembre 1706, Lémery s'appuie sur une expérience de laboratoire pour montrer au contraire que le fer peut facilement s'élever malgré l'action de la pesanteur (voir figure ci-contre), à la condition d'être transformé en vitriol. Les sols contiennent tous du fer qui lorsqu'il rencontre un acide, se réduit en vitriol. « Ce sel, dis-je, résous dans une quantité suffisante d'eau, ne pourra-t-il pas se distribuer dans toute la plante ! » s'exclame-t-il. Le vitriol, n'a plus de propriétés magnétiques mais peut les récupérer par calcination car il est constitué par une simple juxtaposition de fer et d'acide.
Le 3 janvier 1707, Lémery fait une objection simple à la production artificielle du fer (à partir d'argile et d'huile de lin...): « Je réponds donc que les matières dont M. Geoffroy se sert & qu'il mêle ensemble pour la production de son fer artificiel, sont toutes soupsçonnées & à juste titre, de contenir réellement du fer » (Expériences nouvelles...). Il le fit « voir par des expériences claires & évidentes...puisqu'elles en donnaient [du fer] chacune séparément par l'analyse la plus simple ».
- Geoffroy : la production artificielle du fer

Contre ce modèle mécaniste, Geoffroy développe une argumentation inspirée par une chimie des principes, selon laquelle la dissolution d'un corps constitue une véritable destruction par séparation de ses principes constitutifs. Dans son mémoire du 21 mai 1707, il considère établi que « le mélange de l'huile de lin avec les terres argileuses, celui de l'huile de vitriol avec les huiles étherées fournissent du fer ». Il entend montrer que le fer qui n'était pas dans la plante est produit par la calcination et qu'on peut aussi en laboratoire produire artificiellement « du fer, mais encore tous les métaux, les composer ou les décomposer, en réunissant ou séparant les principes dont ils sont formés ». Produire tous les métaux, donc l'or, Fontenelle et Lémery ne manquerons pas de faire remarquer que Geoffroy entend redonner forces aux espérances transmutatoires des alchimistes. Au siècle passé, « alchimie » et « chimie » étaient synonymes. Mais en ce début du XVIIIe siècle, les deux termes cessent d'être synonymes, « alchimie » renvoie désormais à la chimie des siècles passées (et non pas à des pratiques ésotériques comme aime le faire remarquer B. Joly).
Geoffroy indiquait avoir tiré sa théorie de la génération des métaux de Becher, un chimiste allemand. Le « procédé Becher » (formulé en 1671) partait d'argile et d'huile de lin pour produire « en quantité assez abondante un vrai et authentique métal, du fer par exemple ou un autre, en l'espace de quatre heures, par une manipulation très simple ».
Il répond à l'objection de Lémery pour qui le « métal dissous par les sucs de la terre, monte dans la sève de la plante et se distribue avec elle dans toutes les parties ». Puisqu'on peut facilement déceler la moindre présence de fer par le goût ou grâce au changement de couleur de l'indicateur coloré à la noix de galle, pourquoi n'observe-t-on rien de tel dans le « suc des plantes » ? Partout où Lémery décèle la présence du fer, lui ne voit qu'une production à partir des trois principes. Jamais les corps ne sont purs, il s'y trouve toujours quelques sédiments contenant « de ces soufres, de cette terre & de ces sels » qui forment du fer par la calcination.
Il aligne ensuite de nombreux arguments expérimentaux indiquant la présence des principes dans les métaux. Ces principes des minéraux sont d'ailleurs les mêmes que ceux des végétaux. Ainsi « l'antimoine qui est une des substances qui approche le plus le métal, n'est presque que du soufre brûlant. On aperçoit aisément ce soufre qui s'exhale en flamme bleue si on le calcine à l'obscurité ». Le fait de pouvoir s'enflammer est la preuve qu'il contient un principe inflammable, le Soufre principe. Le « principe d'inflammabilité » s'observe aussi avec de la limaille de fer qui s'enflamme facilement.
- La dimension épistémologique de la controverse scientifique

Dans une longue série de mémoires qui se répondent de 1704 à 1708, on peut voir comment chacun des deux chimistes de l'Académie répond aux objections de l'autre et imagine de nouvelles expériences soutenant son analyse ou cherchant à invalider celle de son adversaire. Malgré des argumentations très serrées, les réfutations ne sont toutefois jamais rédhibitoires car les concepts qu'ils manient sont encore flous et imprécis et permettent toujours des adaptations des théories préscientifiques à l'intérieur desquelles ils se déploient. L'apport de ces discussions n'est pas tant de voir quelles idées sont correctes au regard du savoir actuel, que la mise en place d'une méthode pour évaluer, corriger ou invalider empiriquement les propositions scientifiques. La nouvelle réglementation de l'Académie de 1699 organisait d'ailleurs ces débats contradictoires et prévoyait des règles précises de politesse et savoir vivre pour éviter que les controverses ne s'enveniment.
Si on ne fait pas de l'histoire à reculons, on est obligé de constater que Geoffroy et Lémery rassemblent chacun des observations précises qui corroborent (plus ou moins) chacune leur analyse théorique respective qui pourtant sont contradictoires entre elles sur certains points. C'est en essayant de tirer au clair des problèmes comme celui de la production du fer que des bases solides de la science chimique ont pu être fondées. De meilleurs concepts et une meilleure compréhension finissent toujours par émerger d'échanges rationnels et honnêtes entre collègues sur l'interprétation d'expériences reproductibles.
Ce nouvel art de la discussion scientifique, Lémery, l'explicite clairement quand il remarque que les vues nouvelles de M. Geoffroy l'ont poussé à faire « quantité d'autres expériences auxquelles on n'auroit peut être jamais pensé sans cela » et que c'est le désir « d’éclaircir la vérité qui me fait prendre la liberté de proposer mes conjectures ». Ce dialogue entre savants du début du XVIIIe siècle illustre parfaitement le jeu des conjectures et réfutations ou corroboration par l'expérience, caractéristique de la recherche scientifique.

### Table des rapports entre substances
Dans son mémoire de 1718, Table des différents rapports observés en Chimie entre différentes substances, Geoffroy propose une classification des substances chimiques suivant leur plus ou moins grande « disposition à s'unir » à une substance de référence. L'idée que certaines substances puissent s'unir plus facilement que d'autres n'était pas nouvelle, mais le crédit de réunir toutes les informations disponibles dans un grand tableau général, appelé plus tard table d'affinité, en revient à Geoffroy.
Fontenelle et quelques autres lui reprochèrent d'avoir introduit en chimie le système d'attraction newtonien. Mais au regard des travaux de Bernard Joly, il semble que Geoffroy se soit toujours tenu à l'écart aussi bien du mécanisme cartésien que du newtonanisme. Il ne voulait pas s'engager dans des polémiques à ce sujet mais s'en tenir seulement aux observations, sans se risquer dans des interprétations théoriques.
Après l'échec du modèle corpusculaire « des pointes et des pores » de Lémery, Geoffroy propose une approche opératoire de l'union de deux substances qui pourrait avoir mis les chimistes de la fin du siècle sur la piste d'une notion correcte des corps composés et d'une nouvelle théorie des éléments, enfin satisfaisante.

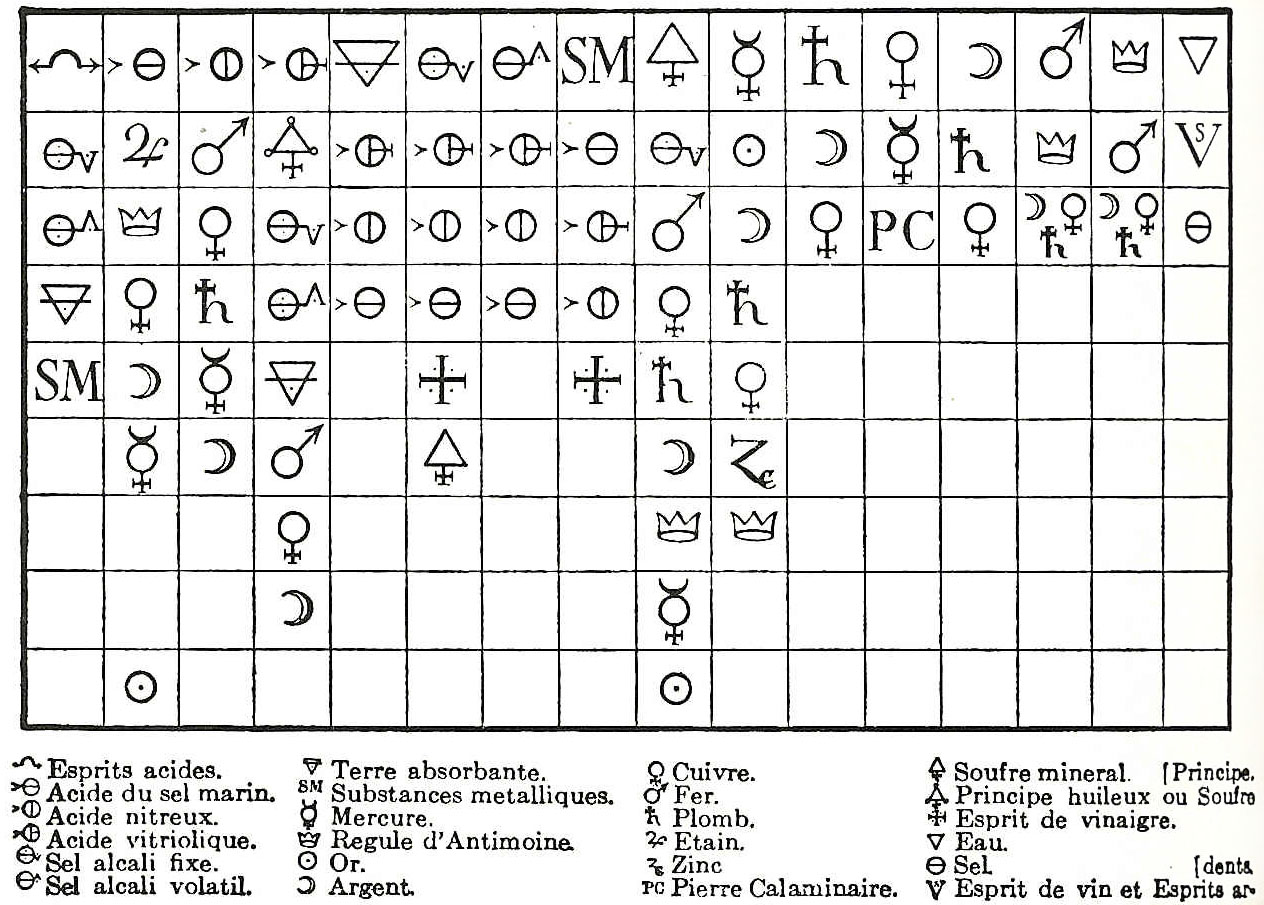
Table des rapports (1718) : en haut d'une colonne se trouve une substance avec laquelle toutes les autres en dessous peuvent se combiner

## Publications

### Le cours de matière médicale
Il est l’auteur d'un ouvrage de matière médicale publié post-mortem d'abord en latin puis en français.
- Tractatus de materia medica  [Traité de matière médicale], J. Desaint et C. Saillant, Paris, 1741, tome 1, De Fossilibus, tome 2, De Vegetabilibus Exoticis, tome 3, De Vegetabilibus Indigenis, 3 vol. in-8
- Traité de la matière médicale ou De l'histoire, des vertus, du choix et de l'usage des remèdes simples, chez Jean Desaint et Charles Saillant, Paris, 1743 tome 1 contenant la Minéralogie, tome 2 Traité des végétaux, section 1 Des médicaments exotiques, tome 3 Traité des végétaux section (suite) Des médicaments exotiques, tome 4 Traité des végétaux, section 1 (suite) Des médicaments exotiques, tome 5 Traité des végétaux section 2 Des plantes de notre pays, tome 6 Traité des végétaux section 2 (suite) Des plantes de notre pays, tome 7 Traité des végétaux section 2 (suite) Des plantes de notre pays

### Les mémoires de l'Académie royale des sciences
Geoffroy est l'auteur d'une trentaine de mémoires présentés à l'Académie royale des sciences entre 1700 et 1727. En réponse à des demandes de l'Académie, il donna aussi de nombreux avis d'expert sur divers inventions, machines et processus.
.
- GEOFFROY, Des différents rapports observés en chimie entre différentes substances (in Histoire de l’Académie royale des sciences. Année M. DCCXVIII. Paris, Imprimerie royale, 1741, p. 202-212[24]
- GEOFFROY, Table générale des matières contenues dans l'"Histoire" et les "Mémoires de l'Académie royale des sciences", par la Compagnie des libraires, Paris, 1729, tome 2, Années 1699-1710, p. 272-274 (lire en ligne)
- GEOFFROY l'Aîné, Table générale des matières contenues dans l'"Histoire" et les "Mémoires de l'Académie royale des sciences", la Compagnie des libraires, Paris, 1731, tome 3, Années 1711-1720, p. 146 (lire en ligne)
- GEOFFROY (M. ETIENNE-FRANÇOIS), Table générale des matières contenues dans l'"Histoire" et dans les "Mémoires de l'Académie royale des sciences", la Compagnie des libraires, Paris, 1734, tome 4, Années 1721-1730, p. 142 (lire en ligne)

## Généalogie
- Étienne Geoffroy ( -Paris, 5 avril 1670), maître apothicaire, marié à le 6 février 1639 à Marie Fremin, fille de François Fremin, maître chirurgien à Paris, et de Marguerite Roussel[25],
  - Mathieu-François Geoffroy (1644-1708), marié à Louise de Vaux ou Devaux),
    - Étienne-François Geoffroy (1672-1731), ou Geoffroy l'aîné,
      - Étienne Louis Geoffroy (1725-1810)

    - Claude-Joseph Geoffroy (1685-1752), ou Geoffroy le cadet,
      - Claude-François Geoffroy (1729-1753), ou Geoffroy le jeune.